# Piaski Pomorskie
Piaski Pomorskie – nieistniejący przystanek osobowy w miejscowości Piaski w Polsce, w województwie zachodniopomorskim, w powiecie szczecineckim, w gminie Barwice.